# Bambuluá
Bambuluá foi uma série de televisão infantil brasileira produzida pela TV Globo, que estreou em 9 de outubro de 2000 e terminou em 31 de dezembro de 2001, totalizando 284 episódios inéditos e 315 contando capítulos com reapresentação de melhores momentos nas férias. Era exibida de segunda a sexta, no horário de 9h30 da manhã. A primeira temporada ficou no ar entre 9 de outubro de 2000 e 9 de maio de 2001, totalizando 182 episódios inéditos – quando os Cavaleiros do Futuro passam de crianças para adolescentes – e a segunda temporada entrou no ar no dia seguinte, em 10 de maio, permanecendo até 31 de dezembro de 2001, totalizando 102 episódios inéditos. Uma ideia de Roberto Talma, a história é vagamente inspirada no conto A Princesa de Bambuluá, de Câmara Cascudo. Foi o último programa infantil de Angélica, que após seu fim abandonou a carreira direcionada ao público infanto-juvenil.
Protagonizada por Angélica, interpretando ela mesma, e por Pedro Vasconcelos, no papel de Bruck, a atração conta a história dos Cavaleiros do Futuro, protetores de Bambuluá, também chamada de Cidade dos Sonhos, que combatiam o Senhor Dumal e seus comparsas de Magush, a Cidade das Sombras. A principal intenção do Senhor Dumal é invadir e dominar a cidade de Bambuluá para se vingar do Mago Tchilim, que o criou e contra o qual se revoltou. Os habitantes de Bambuluá são chamados de sonhonhocas, e os de Magush são denominados sombrios. A gangue de adolescentes de Magush, liderada pelo inescrupuloso Morcegão, é a principal inimiga dos Cavaleiros do Futuro, cujo líder é o jovem Deco.

## Enredo
Após ser cercada por uma gangue de motoqueiros na estrada, Angélica é salva por um grupo de sete crianças super-heroínas, conhecidas como os Cavaleiros do Futuro. Levada por eles para a cidade de Bambuluá, ela descobre que o local é repleto de magia, cercado por barreiras de proteção e guardado por um cristal mágico que impede os habitantes da cidade vizinha, a sombria Magush, de invadi-la. Embora todos na cidade conheçam suas identidades, as crianças heroínas vivem uma vida comum no dia-a-dia, indo a escola e tendo deverem a cumprir com seus familiares. Cada Cavaleiro corresponde a uma cor do arco-íris. Os mentores do grupo são o mago Tchilim e seu fiel escudeiro Dubem. No decorrer da luta contra o mal, os Cavaleiros chegam a evoluir, se tornando adolescentes. Seus principais inimigos são os Cavaleiros das Trevas, adolescentes da vizinha Magush liderados por Morcegão, que visam tomar a cidade e o Cristal. A gangue atua sob as ordens do perverso Dumal, que também possui como seguidor fiel o belo androide Bruck. Dumal possui como conselheira a misteriosa Mulher do Espelho.
Aos poucos Angélica descobre que não foi coincidência ir parar na cidade, mas sim destino, uma vez que cabe a ela guardar o talismã sagrado, que a protegerá. Além disso, ela se vê em meio a uma batalha entre o bem e o mal, e aos poucos vai aquecendo o coração frio de Bruck, com quem vive um romance proibido até ele mudar de lado definitivamente. Ainda há Morcegão, líder dos sombrios que passa a mudar de lado aos poucos ao se apaixonar por Renatinha, sendo condecorado no fim como o oitavo Cavaleiro do Futuro, o Cavaleiro Branco.

## Produção
Com sua estreia adiada por várias vezes, Bambuluá marcou o retorno de Angélica com um infantil na Rede Globo, quatro meses após o fim de seu programa anterior, Angel Mix. A cidade cenográfica possuía 3 mil m², e chegou a ser aberta para a visitação do público, ao estilo de um parque temático. Com a carência de índices positivos de audiência, as sete crianças intérpretes dos Cavaleiros do Futuro foram substituídas por adolescentes, no intuito de atrair o público jovem com assuntos se seu interesse. Na história, os jovens seriam o resultado de uma transformação concedida pelo Cristal. 
O programa lançou a TV Globinho, inicialmente como um de seus quadros, e era localizada na cidade. Na época a TV Globinho era uma tv fictícia que exibia os bastidores da série, intercalando com desenhos animados. Apesar de Angélica interpretar várias de suas canções no decorrer da trama, Bambuluá possui apenas duas músicas em sua trilha sonora; o tema dos Cavaleiros do Futuro, além da música-tema interpretada por Lenine. Yuri Jaimovich, que viveu Rafael na primeira fase, já trabalhava com Angélica no programa Angel Mix, interpretando um personagem de mesmo nome. A cidade cenográfica ocupava antes os sets do Tropical Tower Shopping, de Torre de Babel.

### Produtos
A empresa de gomas de mascar Buzzy também lançou um álbum de figurinhas com Angélica e os personagens, as quais eram encontradas nos chicletes da marca, que virou febre entre o público infanto-juvenil que assistia a trama. Também a bala mastigável da Garrafinha, no sabor groselha; e o divertido pirulito Iscavoka Iscavoka, no sabor amora, que deixava a língua azul por alguns momentos.

### Dragon Ball Ze ataques de 11 de setembro de 2001
No dia 11 de setembro de 2001, o Bambuluá teve a sua exibição regular interrompida para a que a Globo iniciasse a cobertura jornalística dos ataques terroristas ocorridos nos Estados Unidos, primeiramente com um curto boletim ancorado pelo jornalista Carlos Nascimento, às 9h54, e minutos depois, pela cobertura contínua dos eventos a partir das 9h57, de modo que o restante do programa foi cancelado, assim como toda a sequência da programação da rede até o Jornal Hoje, que teve início às 13h. Naquela época, um dos seus grandes destaques era o anime Dragon Ball Z, exibido dentro do bloco de desenhos TV Globinho, que em virtude da cobertura, não chegou a ir ao ar naquele dia. Nos anos seguintes, passaram a circular na internet relatos de telespectadores, de que o suposto episódio a ser exibido naquele dia seria o número 245 da saga de Majin Boo, intitulado "O Super Saiyajin 3", e que a cobertura jornalística dos atentados teria o interrompido em seu clímax, quando o personagem principal, Goku, transforma-se em um Super Saiyajin 3 em sua batalha contra o vilão Majin Boo. Tais relatos, no entanto, são derivados de falsas memórias coletivas, que a psicologia compreende como "efeito Mandela".
O assunto ganhou popularidade à maneira que era relembrado a cada vez que os atentados completavam aniversário, e publicações da mídia procuraram desmentir os relatos com provas de que aquilo não havia acontecido de fato. Em 2015, uma pesquisa do site NaTelinha desmistificou o assunto, cruzando dados da programação da Globo e matérias da época em que o anime começou a ser exibido dentro do Bambuluá, concluindo que o episódio a ser exibido naquele dia, caso a cobertura não tivesse ocorrido, seria o de número 237, "Vegeta luta por seus entes queridos". Essa conclusão provou-se errada, pois o Bambuluá chegou a ter a exibição cancelada ao menos duas vezes, sendo uma delas por conta de outra cobertura jornalística dias antes, a do sequestro do apresentador Silvio Santos, em 30 de agosto. Dessa forma, seria o episódio 235, "Vou Te Comer", a ser exibido em 11 de setembro. Curiosamente, em 12 de setembro, um novo boletim jornalístico levou a uma interrupção momentânea do Bambuluá para falar sobre os desdobramentos dos ataques, justamente durante a exibição deste episódio.
Em 2020, respondendo aos questionamentos de uma youtuber, o diretor de jornalismo da Globo, Ali Kamel, e o diretor de programação, Amauri Soares, forneceram espelhos (termo técnico para o roteiro de conteúdos exibidos em um programa ou numa programação) com horários e durações exatas dos programas da grade da Globo na forma em que foram ao ar em 11 de setembro, sustentando que o primeiro Plantão da Globo teve início às 9h54, interrompendo a exibição de Garrafinha, e que o segundo plantão, às 9h57, veio logo após o Bambuluá ir para o seu primeiro intervalo comercial, do qual não retornou mais daí em diante. Em 21 de setembro de 2023, o portal G1 disponibilizou uma gravação em vídeo do próprio switcher da Globo, provando as interrupções relatadas no espelho da programação. Além disso, a atração interrompida pelo plantão curto na verdade foi o festival de curtas intitulado Mickey e Donald por volta das 9h54 e que logo em seguida, às 9h55, retornou ao ar, prosseguindo com o quadro Garrafinha, até entrar a vinheta de intervalo do Bambuluá e o programa ser suspenso. Outra tese desmentida é que o programa era exibido nacionalmente e não havia divisão de rede antes da exibição do Praça TV.

## Elenco
| Ator/Atriz                  | Personagem                                            | Temporadas | Temporadas |
| Ator/Atriz                  | Personagem                                            | 1ª         | 2ª         |
| --------------------------- | ----------------------------------------------------- | ---------- | ---------- |
| Angélica                    | Angélica                                              |            |            |
| Pedro Vasconcelos           | Bruck                                                 |            |            |
| Thierry Figueira            | Árion                                                 |            |            |
| Cláudio Galvan              | Mago Tchilim (voz)                                    |            |            |
| Cláudio Galvan              | Dubem (voz)                                           |            |            |
| Cláudio Galvan              | Dumal (voz)                                           |            |            |
| Cavaleiros do Futuro        |                                                       |            |            |
| Bernardo Marinho            | Roberto Vasconcellos (Deco) / Cavaleiro Vermelho      |            |            |
| Rafael Rocha                | Roberto Vasconcellos (Deco) / Cavaleiro Vermelho      |            |            |
| Louise Peres                | Talita Amaral (Tatá) / Cavaleira Amarela              |            |            |
| Ana Carolina Dias           | Talita Amaral (Tatá) / Cavaleira Amarela              |            |            |
| Camille Moritz              | Renata Vilela (Renatinha) / Cavaleira Violeta         |            |            |
| Gabriela Lebron             | Renata Vilela (Renatinha) / Cavaleira Violeta         |            |            |
| Jefferson Nascimento        | Cláudio Fortunato (Cacau) / Cavaleiro Azul            |            |            |
| André Luiz Miranda          | Cláudio Fortunato (Cacau) / Cavaleiro Azul            |            |            |
| Nathália França             | Gabriela França (Gabi) / Cavaleira Lilás              |            |            |
| Railane Borges              | Gabriela França (Gabi) / Cavaleira Lilás              |            |            |
| Sérgio Vieira               | Rodrigo Amaral / Cavaleiro Verde                      |            |            |
| Caio Baldini                | Rodrigo Amaral / Cavaleiro Verde                      |            |            |
| Yuri Jaimovich              | Rafael Gonçalves / Cavaleiro Laranja                  |            |            |
| Rodolfo Saraiva             | Rafael Gonçalves / Cavaleiro Laranja                  |            |            |
| Cavaleiros das Trevas       |                                                       |            |            |
| Bruno Pereira               | Morcegão / Cavaleiro Cinza Grafite/ Cavaleiro Branco  |            |            |
| Alan Pontes                 | Assombroso / Cavaleiro Negro/ Cavaleiro Cinza Negrito |            |            |
| Yuri Xavier                 | Bad Tripa / Cavaleiro Cinza Petróleo                  |            |            |
| Bianca Liberatore           | Viperina / Cavaleira Cinza Tempestade                 |            |            |
| Joana Estrella              | Trevinha / Cavaleiro Cinza Tungstênio                 |            |            |
| Stephanie Carrelira         | Nefasta / Cavaleira Cinza Nublada                     |            |            |
| Tathiane Campos             | Daninha / Cavaleira Cinza Fumaça                      |            |            |
| Moradores de Bambuluá       |                                                       |            |            |
| Gabriel Azevedo             | Plínio                                                |            |            |
| Juliana Knust               | Profª. Amanda França                                  |            |            |
| Íris Bustamante             | Stela Vasconcellos                                    |            |            |
| Anderson Müller             | Serapião Vilela                                       |            |            |
| Dill Costa                  | Augusta Fortunato                                     |            |            |
| Cosme dos Santos            | Prefeito Teobaldo Fortunato                           |            |            |
| Antonio Pedro               | Haroldo Gonçalves (Vovô)                              |            |            |
| Matheus Saulo               | Daniel Vasconcellos (Neném)                           |            |            |
| Moradores de Magush         |                                                       |            |            |
| Otávio Carvalho             | Medonho                                               |            |            |
| Giovane Correa              | Pesadelo                                              |            |            |
| Giovanna Ribeiro            | Suka                                                  |            |            |
| Humberto Carrão             | Perverso                                              |            |            |
| Cláudia Paiva               | Lilith                                                |            |            |
| Sarah Maciel                | Clárian                                               |            |            |
| Mônica Rossi                | Mulher do Espelho (voz)                               |            |            |
| Funcionários da TV Globinho |                                                       |            |            |
| Elida Muniz                 | Xereta                                                |            |            |
| Guilherme Vieira            | Prego                                                 |            |            |
| Charles Emmanuel            | Escova                                                |            |            |
| Vivian Weyll                | Jujuba                                                |            |            |
| Edmundo Albrecht            | Matraca                                               |            |            |
| Flavia Aloy                 | Minhoca                                               |            |            |
| Tayna Silva                 | Pipoca                                                |            |            |

## Personagens
- Angélica — Guardiã do amuleto de 7 cores.
- Tchilim — Mago imortal, sábio e mentor dos Cavaleiros do Futuro.
- Senhor Dumal — Vilão principal da história.
- Dubem — Ser virtual criado por Tchilim e amado por ele como um filho.
- Bruck — Androide e fiel servidor do Senhor Dumal.
- Cavaleiros do Futuro - São os defensores de Bambuluá.
- Serapião — Dono da "Biscoiteca".
- Augusta — Mulher do prefeito Teobaldo e mãe de Cacau.
- Teobaldo — Prefeito Teobaldo e pai de Cacau.
- Stela - Florista e mãe de Deco.
- Amanda — É a professora da cidade e desperta a curiosidade das crianças para o mundo. Trocou de corpo com a vilã Nefasta temporariamente. É irmã de Gabi
- Vovô — É o avô de Rafael.
- Plínio — É o mal infiltrado em Bambuluá.
- Neném — Não é um bebê comum. Conversa com o cão Mascote e assume um papel importante na luta contra o mal.
- Morcegão - Menino sombrio que se apaixona pela Cavaleira Violeta, Renatinha. Após se redimir, é nomeado Cavaleiro Branco.
- Assombroso - Menino sombrio e inescrupuloso de Magush.
- Clárian — É a Sacerdotisa de Magush, e filha da Mulher do Espelho.

## Equipe
| - Manuela Dias - Cristiane Dantas - Claudia Souto - Claudio Lobato - Bruno Sampaio - Sérgio Melo - Rodrigo Murat - Iara Sydenstricker | - Marcio Trigo - Marcelo Zambelli - Pedro Vasconcelos |